# Деснянський провулок (Київ, Жовтневий район)
Десня́нський провулок — зниклий провулок, що існував у Жовтневому, нині Солом'янському районі міста Києва, місцевість Караваєві дачі. Пролягав від Машинобудівного провулку до Виборзької вулиці.

## Історія
Провулок виник у 1920-ті роки під назвою (5-й) Андрі́ївський. Назву Деснянський провулок набув 1955 року. Ліквідований разом із навколишньою малоповерховою забудовою наприкінці 1970-х — на початку 1980-х років.